# Планинарски дом на Гучеву
Планинарски дом на Гучеву, данас Одмаралиште МН Гучево, налази се на истоименој планини, на 550 м.н.в. и осам километара изнад Бање Ковиљаче. Планинарски дом је подигнут шездесетих година ангажовањем лозничких планинара. Услед недостатка средстава за наставак радова удружена су средства са ХИ „Вискоза” и шумским предузећом „Борања”, тако да је власништво над домом подељено на учеснике у изградњи. Дом је служио за одмор радника и за потребе планинара и као такав и данас важи као највећи наменски изграђен дом у Србији.
Одмаралиште обухвата две зграде са укупно 33 собе и 130 лежајева, рестораном, продавницом и спортским теренима за мале спортове. После приватизације Вискозе, данас домом газдује приватно предузеће.